# Endosporenfärbung

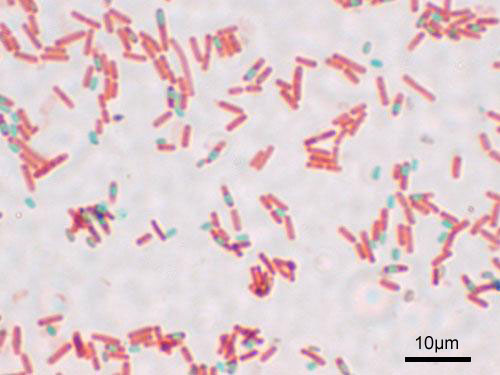
Bacillus subtilis (rot) mit Endosporen (grün) nach einer Schaeffer-Fulton-Färbung

Die Endosporenfärbung umfasst histologische Methoden zur Färbung von Endosporen von manchen Bakterien- und Pilzarten. Sie werden zur Vorbereitung einer mikroskopischen Bestimmung verwendet, da die Sporen meistens arttypische Formen und Größen aufweisen.

## Eigenschaften
Methoden zur  Endosporenfärbung bei Bakterien sind z. B. die Moeller-Färbung mit Carbolfuchsin und einer Methylenblau-Gegenfärbung, die Schaeffer-Fulton-Färbung mit Malachitgrün und einer Safranin-Gegenfärbung oder die Dorner-Snyder-Färbung mit Carbolfuchsin und Nigrosin-Gegenfärbung verwendet. Da Endosporen eine relativ dichte Kapsel besitzen, ist die Diffusion der Farbstoffe gering, was die Färbedauer erhöht (min. 30 min). Bei Pilzen wird z. B. die PAS-Färbung, die Papanicolau-Färbung, die Silberfärbung nach Grocott und die Giemsa-Färbung eingesetzt.